# 新青梅街道
新青梅街道（しんおうめかいどう）は、東京都新宿区西落合三丁目から同都西多摩郡瑞穂町箱根ヶ崎に至る青梅街道のバイパス道路である。

## 地理
通過する自治体は以下の通り。全て東京都の自治体である。
新宿区 - 中野区 - 杉並区 - 練馬区 - 西東京市 - 東久留米市 - 小平市 - 東久留米市 - 小平市 - 東久留米市- 東村山市 - 東大和市 - 武蔵村山市 - 西多摩郡瑞穂町

### 交差する道路
- 東京都道4号東京所沢線（所沢街道）
- 東京都道15号府中清瀬線（小金井街道）
- 東京都道248号府中小平線（新小金井街道）
- 東京都道226号東村山清瀬線
- 東京都道16号立川所沢線（重複 = 東京都道17号所沢府中線）（府中街道）
- 東京都道43号立川東大和線（芋窪街道）
- 東京都道55号所沢武蔵村山立川線
- 東京都道59号八王子武蔵村山線（重複 = 東京都道162号三ツ木八王子線 支線）（多摩大橋通り）
- 東京都道162号三ツ木八王子線
- 東京都道166号瑞穂あきる野八王子線（東京環状）

## 路線名
以下都道で構成される。東京都通称道路名設定公告（1984年5月1日）整理番号85。それぞれの区間に付いての詳細は、以下を参照のこと。
- 東京都道440号落合井草線（全線） / 西落合一丁目交差点 - 井草四丁目交差点
- 東京都道245号杉並田無線（全線） / 井草三丁目交差点 - 北原交差点
- 東京都道5号新宿青梅線 / 北原交差点 - 瑞穂松原交差点
  - 井草三丁目交差点 - 井草四丁目交差点は重複

## 経路

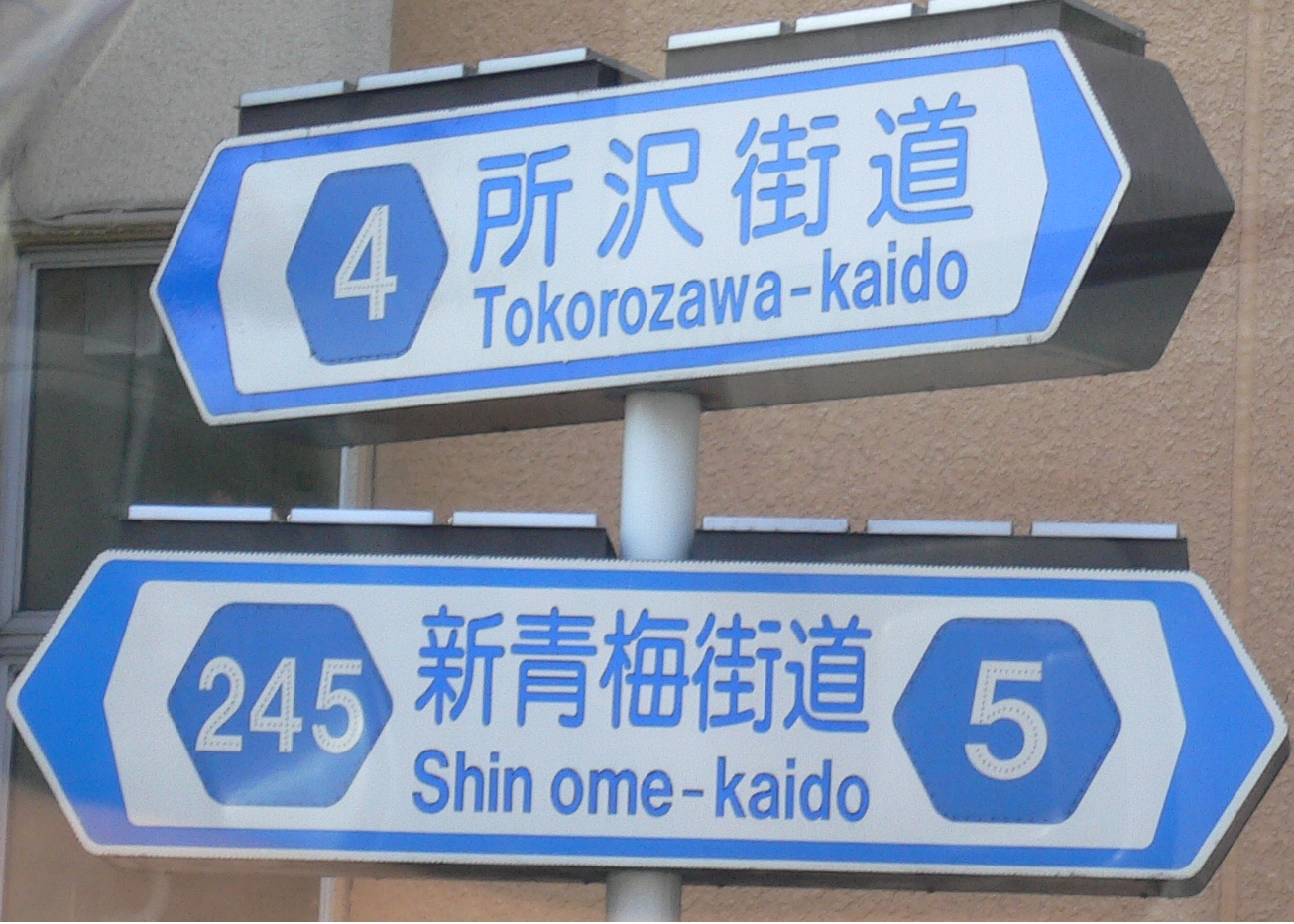
北原交差点にて撮影

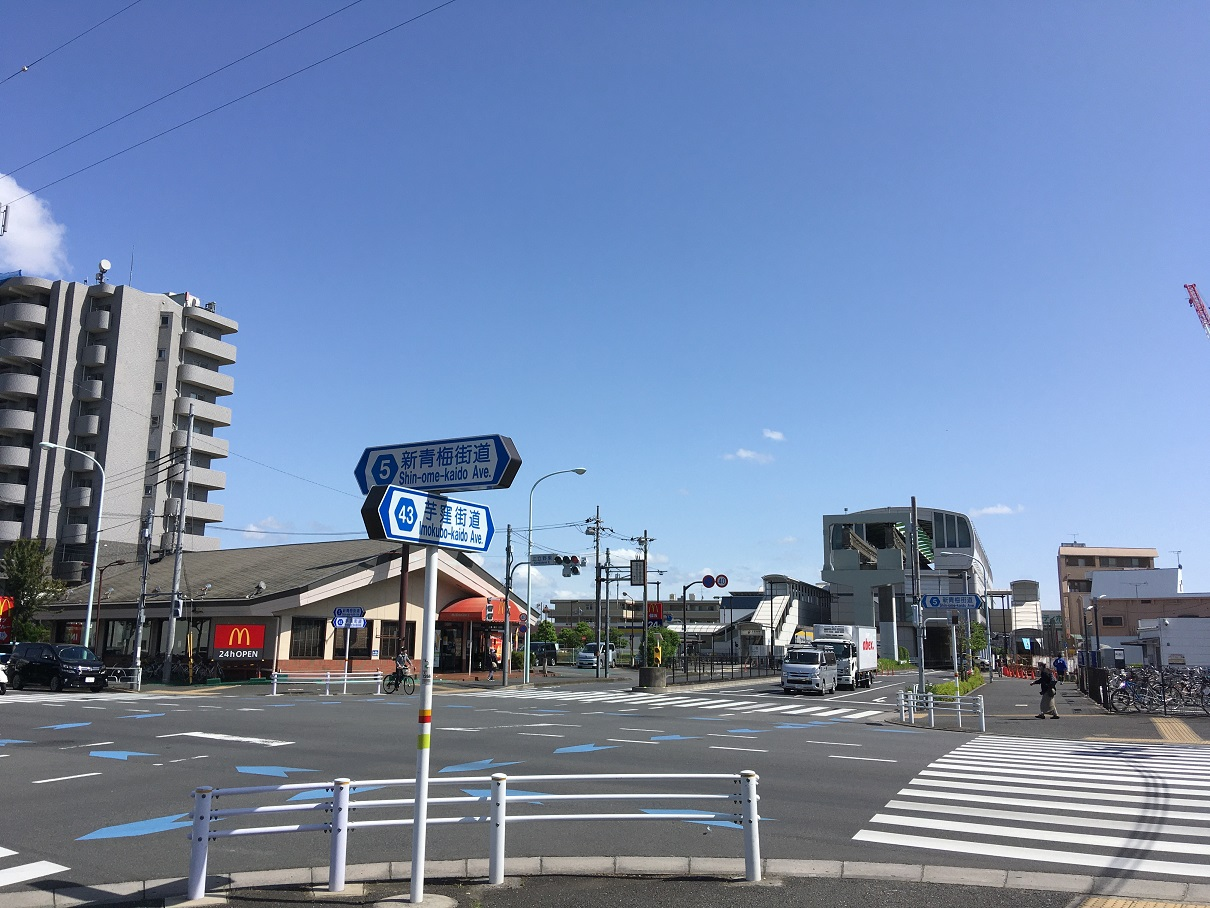
東京都東大和市上北台の新青梅街道と芋窪街道合流点。
将来写真右手奥にある多摩モノレール上北台駅から、写真手前右手方向の新青梅街道へ曲がり、箱根ヶ崎駅へと向かう予定である。

起点（大江戸線落合南長崎駅、中井駅北方）から久米川駅まで西武新宿線と並行し、この区間では東京都心部と西武鉄道沿線（新宿線のみならず交差道路を介して池袋線も）を連絡する役割を持つ。
起点の西落合一丁目交差点で、九段下、JR目白駅方面から西行してきた目白通りが西北西方向に斜め右折し、直進方向が本街道となる。その後、緩やかな屈曲を繰り返しながら更に西へ進行し、環七通りの丸山陸橋と交差すると線形はほぼ直線となる。更に西の井草三丁目交差点では環八通りが井荻トンネルとして地下を南北に通過する。六差路の富士町交差点では富士街道と交差し、西東京市の北原交差点からは青梅街道（所沢街道）と交換するように片側2車線に広がる。
東村山市から東大和市にかけては、萩山駅近辺で西武鉄道の線路が密集している場所を避けるルートを取る。その後、東大和市内の奈良橋庚申塚交差点で都道5号旧道（青梅街道）と交差し、ここから新青梅街道が青梅街道より南を通る。青梅街道は旧来の屈曲が多いコースを取るが、新青梅街道は幾度かのカーブを経ながらも直線区間が長く続く。
八高線を越えた直後、瑞穂松原交差点にて青梅街道に合流し、新青梅街道は終点となる。終点の瑞穂松原交差点では起点に向かって直進が新青梅街道、左折が青梅街道となっている。

## 歴史
新青梅街道に該当する都市計画道路は以下の通り。
- 1946年（昭和21年）4月25日 補助76号線（戦災復興院告示15号）
- 1961年（昭和36年）10月5日 立川3・4・4号（建設省告示第2295号）（現: 立川3・2・4号）
- 1962年（昭和37年）7月26日 東村山3・4・4号（建設省告示第1777号）
- 1963年（昭和38年）8月3日 小平3・4・4号（建設省告示第1895号）（東村山都市計画から分離独立）
- 1967年（昭和42年）5月23日 田無3・5・4号（建設省告示第1663号）、保谷3・4・4号（建設省告示第1664号）（現・西東京3・5・4号）
- 福生3・4・4号

このうち、江戸時代には「江戸道」や「江戸街道」、明治時代には「東京街道」と呼ばれた、箱根ヶ崎から田無に至る道路が元々存在していた。箱根ヶ崎から武蔵村山市内および、東大和市狭山五丁目にある「東京街道入口」交差点より東は新規に敷設されたが、箱根ヶ崎のある瑞穂町内および東大和市狭山五丁目から田無までの道は新青梅街道の開通以降も「江戸街道」として存在している。
なお、江戸時代から明治初年の旧道の頃は、道沿いに住む人々にとって青梅街道（当時は青梅道と呼ばれた）よりも江戸への近道であったため、活況していた時期もあったが、明治中期から昭和にかけて寂れていき、農家が点在するだけとなっていた。
- 1963年（昭和38年）- 大和町（現・東大和市）の清水から奈良橋間が開通[6]。
- 1967年（昭和42年）- 東村山市で開通[7]。
- 1969年（昭和44年）- 大和町の奈良橋から芋窪間が開通[8]。
- 1971年（昭和46年）- 武蔵村山市で開通[9]。瑞穂町で開通[10]。
- 2011年（平成23年）- 立川3・4・4号新青梅街道線で計画幅員を18 mから30 mへと変更する事業が認可された。（計画幅員変更により番号はこの際に立川3・2・4号に変更）[11]。
  - この東大和市内の芋窪街道との合流地点から武蔵村山市方面の区間の拡張工事によって、2032年を目途に多摩都市モノレール上北台駅から延伸した路線が新青梅街道の中央を通る形で、箱根ケ崎駅まで繋がる予定である。